# هارييت هال
هارييت هال (بالإنجليزية: Harriet A. Hall)‏ هي ضابطة وطبيبة أمريكية، ولدت في 2 يوليو 1945.

## وصلات خارجية
- الموقع الرسمي